# Agregacja cząstek

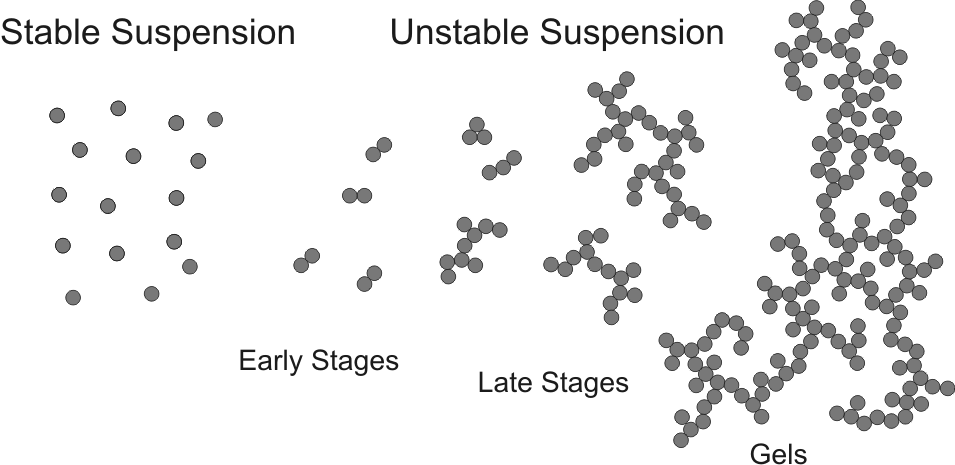
Ten schemat przedstawia różne tryby agregacji cząstek w zawiesinie koloidalnej

Agregacja - ogólny termin określający łączenie się mniejszych cząstek w większe. Produkty agregacji nazywa się ogólnie agregatami.
Np. formą agregacji cząsteczek chemicznych mogą być między innymi micele tworzące koloidy. Micele na skutek agregacji mogą z kolei zlepiać się razem, co prowadzi do powstania zwykłej zawiesiny. 
Formą agregacji jest też proces koagulacji białek. Kontrolowana agregacja niektórych cząsteczek może prowadzić do powstania struktur supramolekularnych.